# Lista över avsnitt av MacGyver
Följande artikel är en lista över avsnitt av amerikanska TV-serien MacGyver. Serien sändes ursprungligen mellan 1985 och 1992 i ABC.

## Avsnitt

### Säsong 1 (1985–86)
| Nr i serien | Nr i säsongen | Titel                      | Regissör                              | Manus                                                                                                   | Originalvisning   |
| ----------- | ------------- | -------------------------- | ------------------------------------- | --- | ----------------- |
| 1           | 1             | "Pilot"                    | Jerrold Freedman (som Alan Smithee)   | Thackary Pallor                                                                                         | 29 september 1985 |
| 2           | 2             | "The Golden Triangle"      | Donald Petrie (prolog) Paul Stanley   | Terry Nation (prolog) Dennis Foley                                                                      | 6 oktober 1985    |
| 3           | 3             | "Thief of Budapest"        | Lee H. Katzin (prolog) John Patterson | Terry Nation & Stephen Downing (prolog) Joe Viola                                                       | 13 oktober 1985   |
| 4           | 4             | "The Gauntlet"             | Lee H. Katzin                         | Judy Burns (prolog) Stephen Kandel                                                                      | 20 oktober 1985   |
| 5           | 5             | "The Heist"                | Alan Smithee                          | Synopsis av : Larry Alexander & James Schmerer Manus av : James Schmerer                                | 3 november 1985   |
| 6           | 6             | "Trumbo's World"           | Lee H. Katzin (prolog) Donald Petrie  | Stephen Kandel                                                                                          | 10 november 1985  |
| 7           | 7             | "Last Stand"               | John Florea                           | Judy Burns                                                                                              | 17 november 1985  |
| 8           | 8             | "Hellfire"                 | Richard Colla                         | Synopsis av : Douglas Brooks West Manus av : Stephen Kandel, James Schmerer & Douglas Brooks West       | 24 november 1985  |
| 9           | 9             | "The Prodigal"             | Alexander Singer                      | Synopsis av : David Abramowitz & Paul Savage Manus av : David Abramowitz                                | 8 december 1985   |
| 10          | 10            | "Target MacGyver"          | Lee H. Katzin (prolog) Ernest Pintoff | Terry Nation (prolog) Synopsis av : Mike Marvin Manus av : Stephen Kandel, Mike Marvin & James Schmerer | 22 december 1985  |
| 11          | 11            | "Nightmares"               | Cliff Bole                            | James Schmerer                                                                                          | 15 januari 1986   |
| 12          | 12            | "Deathlock"                | Cliff Bole (prolog) Alexander Singer  | Jerry Ludwig (prolog) Stephen Kandel                                                                    | 22 januari 1986   |
| 13          | 13            | "Flame's End"              | Bruce Seth Green                      | Synopsis av : Hannah Louise Shearer Manus av : Stephen Kandel                                           | 29 januari 1986   |
| 14          | 14            | "Countdown"                | Stan Jolley                           | Tony DiMarco & David Ketchum                                                                            | 5 februari 1986   |
| 15          | 15            | "The Enemy Within"         | Cliff Bole                            | David Abramowitz                                                                                        | 12 februari 1986  |
| 16          | 16            | "Every Time She Smiles"    | Charlie Correll                       | James Schmerer                                                                                          | 19 februari 1986  |
| 17          | 17            | "To Be a Man"              | Cliff Bole                            | Don Mankiewicz                                                                                          | 5 mars 1986       |
| 18          | 18            | "Ugly Duckling"            | Charlie Correll                       | Larry Gross                                                                                             | 12 mars 1986      |
| 19          | 19            | "Slow Death"               | Don Weis                              | Stephen Kandel                                                                                          | 2 april 1986      |
| 20          | 20            | "The Escape"               | Don Chaffey                           | Stephen Kandel                                                                                          | 16 april 1986     |
| 21          | 21            | "A Prisoner of Conscience" | Cliff Bole                            | Stephen Kandel                                                                                          | 30 april 1986     |
| 22          | 22            | "The Assassin"             | Charlie Correll                       | James Schmerer                                                                                          | 7 maj 1986        |

### Säsong 2 (1986–87)
| Nr i serien | Nr i säsongen | Titel                   |
| ----------- | ------------- | ----------------------- |
| 23          | 1             | "The Human Factor"      |
| 24          | 2             | "The Eraser"            |
| 25          | 3             | "Twice Stung"           |
| 26          | 4             | "The Wish Child"        |
| 27          | 5             | "Final Approach"        |
| 28          | 6             | "Jack of Lies"          |
| 29          | 7             | "The Road Not Taken"    |
| 30          | 8             | "Eagles"                |
| 31          | 9             | "Silent World"          |
| 32          | 10            | "Three For the Road"    |
| 33          | 11            | "Phoenix Under Siege"   |
| 34          | 12            | "Family Matter"         |
| 35          | 13            | "Soft Touch"            |
| 36          | 14            | "Birth Day"             |
| 37          | 15            | "Pirates"               |
| 38          | 16            | "Out in the Cold"       |
| 39          | 17            | "Dalton, Jack of Spies" |
| 40          | 18            | "Partners"              |
| 41          | 19            | "Bushmaster"            |
| 42          | 20            | "Friends"               |
| 43          | 21            | "D.O.A.: MacGyver"      |
| 44          | 22            | "For Love or Money"     |

### Säsong 3 (1987–88)
| Nr i serien | Nr i säsongen | Titel                |
| ----------- | ------------- | -------------------- |
| 45          | 1             | "Lost Love (1)"      |
| 46          | 2             | "Lost Love (2)"      |
| 47          | 3             | "Back From the Dead" |
| 48          | 4             | "Ghost Ship"         |
| 49          | 5             | "Fire and Ice"       |
| 50          | 6             | "GX-1"               |
| 51          | 7             | "Jack in the Box"    |
| 52          | 8             | "The Widowmaker"     |
| 53          | 9             | "Hell Week"          |
| 54          | 10            | "Blow Out"           |
| 55          | 11            | "Kill Zone"          |
| 56          | 12            | "Early Retirement"   |
| 57          | 13            | "Thin Ice"           |
| 58          | 14            | "The Odd Triple"     |
| 59          | 15            | "The Negotiator"     |
| 60          | 16            | "The Spoilers"       |
| 61          | 17            | "Mask of the Wolf"   |
| 62          | 18            | "Rock the Cradle"    |
| 63          | 19            | "The Endangered"     |
| 64          | 20            | "Murderer's Sky"     |

### Säsong 4 (1988–89)
| Nr i serien | Nr i säsongen | Titel                          |
| ----------- | ------------- | ------------------------------ |
| 65          | 1             | "The Secret of Parker House"   |
| 66          | 2             | "Blood Brothers"               |
| 67          | 3             | "The Outsiders"                |
| 68          | 4             | "On a Wing and a Prayer"       |
| 69          | 5             | "Collision Course"             |
| 70          | 6             | "The Survivors"                |
| 71          | 7             | "Deadly Dreams"                |
| 72          | 8             | "Ma Dalton"                    |
| 73          | 9             | "Cleo Rocks"                   |
| 74          | 10            | "Fraternity of Thieves"        |
| 75          | 11            | "The Battle of Tommy Giordano" |
| 76          | 12            | "The Challenge"                |
| 77          | 13            | "Runners"                      |
| 78          | 14            | "Gold Rush"                    |
| 79          | 15            | "The Invisible Killer"         |
| 80          | 16            | "Brainwashed"                  |
| 81          | 17            | "Easy Target"                  |
| 82          | 18            | "Renegade"                     |
| 83          | 19            | "Unfinished Business"          |

### Säsong 5 (1989–90)
| Nr i serien | Nr i säsongen | Titel                             |
| ----------- | ------------- | --------------------------------- |
| 84          | 1             | "The Legend of the Holy Rose (1)" |
| 85          | 2             | "The Legend of the Holy Rose (2)" |
| 86          | 3             | "The Black Corsage"               |
| 87          | 4             | "Cease Fire"                      |
| 88          | 5             | "Second Chance"                   |
| 89          | 6             | "Halloween Knights"               |
| 90          | 7             | "Children of Light"               |
| 91          | 8             | "Black Rhino"                     |
| 92          | 9             | "The Ten Percent Solution"        |
| 93          | 10            | "Two Times Trouble"               |
| 94          | 11            | "The Madonna"                     |
| 95          | 12            | "Serenity"                        |
| 96          | 13            | "Live and Learn"                  |
| 97          | 14            | "Log Jam"                         |
| 98          | 15            | "The Treasure of Manco"           |
| 99          | 16            | "Jenny's Chance"                  |
| 100         | 17            | "Deep Cover"                      |
| 101         | 18            | "The Lost Amadeus"                |
| 102         | 19            | "Hearts of Steel"                 |
| 103         | 20            | "Rush to Judgement"               |
| 104         | 21            | "Passages"                        |

### Säsong 6 (1990–91)
| Nr i serien | Nr i säsongen | Titel                     |
| ----------- | ------------- | ------------------------- |
| 105         | 1             | "Tough Boys"              |
| 106         | 2             | "Humanity"                |
| 107         | 3             | "The Gun"                 |
| 108         | 4             | "Twenty Questions"        |
| 109         | 5             | "The Wall"                |
| 110         | 6             | "Lesson in Evil"          |
| 111         | 7             | "Harry's Will"            |
| 112         | 8             | "MacGyver's Women"        |
| 113         | 9             | "Bitter Harvest"          |
| 114         | 10            | "The Visitor"             |
| 115         | 11            | "Squeeze Play"            |
| 116         | 12            | "Jerico Games"            |
| 117         | 13            | "The Wasteland"           |
| 118         | 14            | "Eye of Osiris"           |
| 119         | 15            | "High Control"            |
| 120         | 16            | "There but for the Grace" |
| 121         | 17            | "Blind Faith"             |
| 122         | 18            | "Faith, Hope & Charity"   |
| 123         | 19            | "Strictly Business"       |
| 124         | 20            | "Trail of Tears"          |
| 125         | 21            | "Hind-Sight"              |

### Säsong 7 (1991–92)
| Nr i serien | Nr i säsongen | Titel                      |
| ----------- | ------------- | -------------------------- |
| 126         | 1             | "Honest Abe"               |
| 127         | 2             | "The 'Hood"                |
| 128         | 3             | "Obsessed"                 |
| 129         | 4             | "The Prometheus Syndrome"  |
| 130         | 5             | "The Coltons"              |
| 131         | 6             | "The Walking Dead"         |
| 132         | 7             | "Good Knight MacGyver (1)" |
| 133         | 8             | "Good Knight MacGyver (2)" |
| 134         | 9             | "Deadly Silents"           |
| 135         | 10            | "Split Decision"           |
| 136         | 11            | "Gunz 'N Boyz"             |
| 137         | 12            | "Off the Wall"             |
| 138         | 13            | "The Stringer"             |
| 139         | 14            | "Mountain of Youth"        |

### Fotnoter
1. ↑  ”MacGyver” (på engelska). TV.Com. Arkiverad från originalet den 18 januari 2017. https://web.archive.org/web/20170118063630/http://www.tv.com/shows/macgyver/. Läst 26 januari 2017.